# كرة الهدف في الألعاب البارالمبية الصيفية 2016 - قوائم فرق السيدات
تُظهر هذه المقالة تشكيلات جميع الفرق المشاركة في بطولة كرة الهدف للسيدات في الألعاب البارالمبية الصيفية 2016 في ريو دي جانيرو.

## المجموعة ج

### الجزائر
فيما يلي قائمة الجزائر في بطولة كرة الهدف للسيدات في الألعاب البارالمبية الصيفية 2016.
| الرقم | اللاعب       | الدرجة | تاريخ الميلاد (العمر)    |
| ----- | ------------ | ------ | ------------------------ |
| 1     | نوال بلحمتي  | B1     | 1 يونيو 1980 (العمر 36)  |
| 2     | شريفة بوشيخي | B2     | 18 يناير 1985 (العمر 31) |
| 4     | يمينة بلعربي | B3     | 19 مارس 1990 (العمر 26)  |
| 5     | بخطة بن علوا | B3     | 5 مايو 1990 (العمر 26)   |
| 6     | سعيدة بوروبة | B3     | 1 أغسطس 1990 (العمر 26)  |

### البرازيل
التالي هو قائمة البرازيل في بطولة كرة الهدف للنساء في الألعاب البارالمبية الصيفية 2016.
| الرقم | اللاعب                | الفئة | تاريخ الولادة (العمر)     |
| ----- | --------------------- | ----- | ------------------------- |
| 1     | سيموني روشا           | B1    | 3 أغسطس 1976 (العمر 40)   |
| 2     | نيوسيمار سانتوس       | B2    | 21 مايو 1981 (العمر 35)   |
| 3     | آنا كارولينا كوستوديو | B2    | 23 أبريل 1987 (العمر 29)  |
| 5     | كلاوديا أوليفيرا      | B1    | 29 يونيو 1976 (العمر 40)  |
| 7     | غليسي بورتيولي        | B2    | 29 يوليو 1983 (العمر 33)  |
| 9     | فيكتوريا أموريم       | B1    | 29 نوفمبر 1997 (العمر 18) |

### إسرائيل
التالي هو قائمة منتخب إسرائيل في بطولة كرة الهدف للسيدات في الألعاب البارالمبية الصيفية لعام 2016.
| رقم | اللاعب         | الفئة | تاريخ الميلاد (العمر)     |
| --- | -------------- | ----- | ------------------------- |
| 1   | إلهام محاميد   | B3    | 16 فبراير 1990 (العمر 26) |
| 2   | ياردين اديكا   | B3    | 14 يوليو 1999 (العمر 17)  |
| 3   | جال حمراني     | B1    | 1 ديسمبر 1992 (العمر 23)  |
| 5   | روني أوخيون    | B2    | 8 مارس 1999 (العمر 17)    |
| 6   | ليحي بن دافيد  | B1    | 8 ديسمبر 1995 (العمر 20)  |
| 9   | سيفان أبرابايا | B2    | 13 أغسطس 1990 (العمر 26)  |

### اليابان
التالي هو قائمة اليابان في بطولة كرة الهدف للسيدات في دورة الألعاب البارالمبية الصيفية 2016.
| الرقم. | اللاعب          | الدرجة | تاريخ الميلاد (العمر)     |
| ------ | --------------- | ------ | ------------------------- |
| 1      | هاروكا واكاسوجي | B1     | 23 أغسطس 1995 (العمر 21)  |
| 2      | إيكو كاكهاتا    | B3     | 19 فبراير 1993 (العمر 23) |
| 5      | ريي أوراتا      | B1     | 1 يوليو 1977 (العمر 39)   |
| 6      | أكيكو أداتشي    | B2     | 10 سبتمبر 1983 (العمر 32) |
| 7      | يوكي تيمّا       | B1     | 26 يوليو 1990 (العمر 26)  |
| 9      | ماساي كوميا     | B1     | 8 مايو 1975 (العمر 41)    |

### الولايات المتحدة
التالية هي قائمة الولايات المتحدة في بطولة كرة الهدف للسيدات في دورة الألعاب البارالمبية الصيفية لعام 2016.
| رقم | اللاعب          | الفئة | تاريخ الميلاد (العمر)      |
| --- | --------------- | ----- | -------------------------- |
| 1   | جين أرمبروستر   | B1    | فبراير 12, 1975 (العمر 41) |
| 3   | ليزا تشيتشوفسكي | B2    | مايو 29, 1979 (العمر 37)   |
| 4   | أسيا ميلر       | B3    | أكتوبر 16, 1979 (العمر 36) |
| 5   | أماندا دينيس    | B2    | فبراير 5, 1994 (العمر 22)  |
| 7   | إليانا مايسون   | B2    | سبتمبر 1, 1995 (العمر 21)  |
| 9   | ماريباي هوكينغ  | B2    | نوفمبر 11, 1996 (العمر 19) |

## المجموعة د

### أستراليا
التالي هو قائمة أستراليا في بطولة كرة الهدف للسيدات في الألعاب البارالمبية الصيفية 2016.
| رقم | اللاعب        | الفئة | تاريخ الولادة (العمر)     |
| --- | ------------- | ----- | ------------------------- |
| 1   | جينيفر بلو    | B3    | 10 أبريل 1991 (العمر 25)  |
| 2   | تايان تايلور  | B3    | 23 مارس 1990 (العمر 26)   |
| 3   | نيكول إيسدايل | B3    | 1 يونيو 1987 (العمر 29)   |
| 6   | ميشيل رزيبكي  | B3    | 6 نوفمبر 1986 (العمر 29)  |
| 7   | رايسا مارتن   | B3    | 3 مارس 1991 (العمر 25)    |
| 8   | ميكا هورسبرو  | B3    | 24 فبراير 1989 (العمر 27) |

### كندا
القائمة التالية تمثل تشكيلة كندا في دورة الألعاب البارالمبية الصيفية لعام 2016 لرياضة الجولبول للسيدات.
| رقم | لاعب             | الفئة | تاريخ الميلاد (العمر)     |
| --- | ---------------- | ----- | ------------------------- |
| 3   | ويتني بوجارت     | B3    | أبريل 21, 1986 (العمر 30) |
| 4   | أشلي ماري أندروز | B3    | يناير 4, 1993 (العمر 23)  |
| 6   | جيليان ماكسوين   | B3    | يونيو 2, 1992 (العمر 24)  |
| 7   | آيمي بورك        | B3    | مارس 17, 1990 (العمر 26)  |
| 8   | ميغان ماهونا     | B2    | يناير 15, 1996 (العمر 20) |
| 9   | نانسي مورين      | B2    | أغسطس 28, 1975 (العمر 41) |

### الصين
التالي هو قائمة الصين في بطولة كرة الهدف للسيدات في دورة الألعاب البارالمبية الصيفية 2016.
| الرقم | اللاعب       | الفئة | تاريخ الولادة (العمر)     |
| ----- | ------------ | ----- | ------------------------- |
| 1     | تشن فنجتشينج | B1    | 17 يوليو 1985 (العمر 31)  |
| 2     | جو جين       | B2    | 10 مايو 1989 (العمر 27)   |
| 3     | تشانغ وي     | B1    | 22 ديسمبر 1989 (العمر 26) |
| 4     | تشاو كايمي   | B2    | 10 نوفمبر 1987 (العمر 28) |
| 5     | تشانغ هويون  | B1    | 12 يونيو 1993 (العمر 23)  |
| 6     | سون لي       | B1    | 17 أغسطس 1993 (العمر 23)  |

### تركيا
القائمة التالية هي فريق تركيا في بطولة الكرة الهدف للسيدات في دورة الألعاب البارالمبية الصيفية لعام 2016.
| الرقم | اللاعب           | الفئة | تاريخ الميلاد (العمر)     |
| ----- | ---------------- | ----- | ------------------------- |
| 1     | نيشة مرجان       | B2    | 19 سبتمبر 1994 (العمر 21) |
| 2     | سيدا يلدز        | B3    | 7 ديسمبر 1998 (العمر 17)  |
| 3     | سيفدا ألتون ألوك | B2    | 1 أبريل 1994 (العمر 22)   |
| 4     | غولشاه دزغون     | B2    | 25 سبتمبر 1995 (العمر 20) |
| 6     | بوكت أتالاي      | B2    | 14 أغسطس 1990 (العمر 26)  |
| 7     | سُمَيَّه أوزجان      | B1    | 15 يناير 1992 (العمر 24)  |

### أوكرانيا
فيما يلي تشكيلة أوكرانيا في بطولة كرة الهدف للسيدات في الألعاب البارالمبية الصيفية 2016.
| رقم | اللاعب             | الفئة | تاريخ الميلاد (العمر)     |
| --- | ------------------ | ----- | ------------------------- |
| 1   | Olena Rud          | B2    | 2 يونيو 1984 (العمر 32)   |
| 2   | Liliia Pasko       | B2    | 1 مارس 1994 (العمر 22)    |
| 3   | Yuliia Maksymenko  | B2    | 18 يونيو 1994 (العمر 22)  |
| 4   | Maryna Gabeda      | B2    | 3 سبتمبر 1992 (العمر 24)  |
| 5   | Tetiana Govorukha  | B2    | 26 ديسمبر 1984 (العمر 31) |
| 7   | Nataliia Miroshnyk | B2    | 8 أكتوبر 1987 (العمر 28)  |